# Montreuil-au-Houlme
Montreuil-au-Houlme – miejscowość i gmina we Francji, w regionie Normandia, w departamencie Orne.
Według danych na rok 1990 gminę zamieszkiwały 104 osoby, a gęstość zaludnienia wynosiła 13 osób/km² (wśród 1815 gmin Dolnej Normandii Montreuil-au-Houlme plasuje się na 782. miejscu pod względem liczby ludności, natomiast pod względem powierzchni na miejscu 648.).